# Borna
Borna byl v letech 810?–821 knížetem dalmatských Chorvatů a zároveň vazalem franské říše. Ze svého sídla v Ninu ovládal většinu chorvatských kmenů v severní Dalmácii.
Otcem Borny byl s největší pravděpodobností jeho předchůdce Višeslav. Po Bornově smrti v roce 821 nastoupil jeho synovec Vladislav. Bornu zmiňují franské královské letopisy v událostech let 818–821. K roku 818 ho nazývají knížetem Gadčanů (latinsky dux Guduscanorum), k roku 819 ho titulují knížetem Dalmácie (latinsky dux Dalmatiae) a k roku 821 jako knížete Damácie a Liburnie (latinsky dux Dalmatiae atque Liburniae). Pozvolný vzestup Bornovy titulatury je přičítán jeho významu v probíhajícím konfliktu franské říše s knížetem Slovanů v Dolní Panonii Ljudevítem.

## Historie

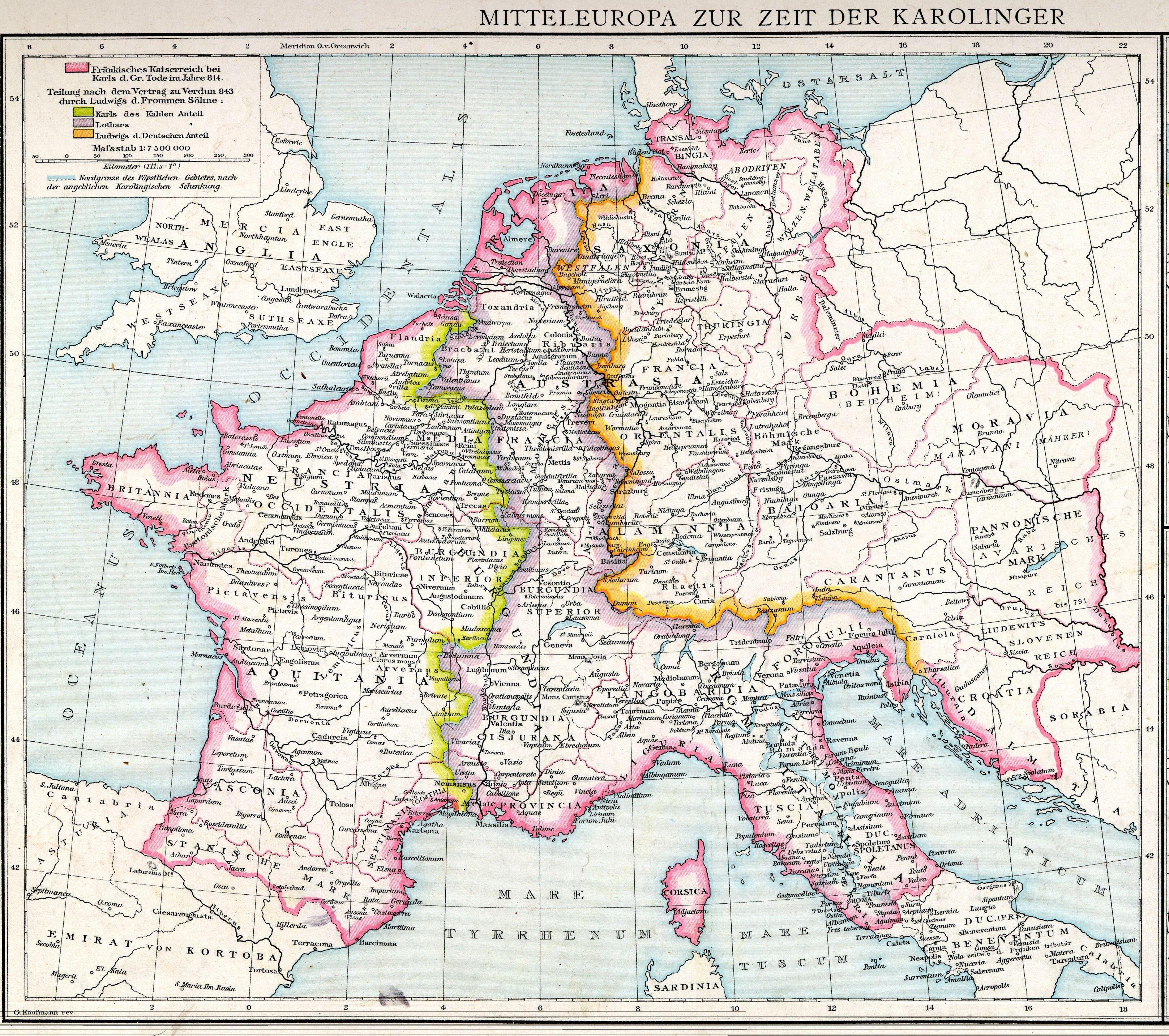
Franská říše s východním pohraničím za času Karlovců

Borna je ve franských královských letopisech poprvé zmíněn k roku 818 na dvoře císaře Ludvíka Pobožného v Herstalu jako kníže Gadčanů spolu s vyslanci východních Obodrltů a Timočanů. Tyto slovanské kmeny ze severu Balkánského poloostrova nedlouho předtím povstaly proti nadvládě Bulharů a hledaly proti nim ochranu ve franské říši. Zároveň s nimi se u císaře Ludvíka objevilo Ljudevítovo poselstvo se stížností na krutost a zpupnost franského správce furlanské marky Kadolaha, kterému Ljudevít fakticky podléhal.
Na říšském sněmu v Ingelheimu v červenci 819 císař Ludvík rozhodl proti Ljudevítovi, který se mezitím proti Kadolahovi vzbouřil, vyslat z Itálie do Panonie vojsko. To se ale bez jakéhokoliv úspěchu vrátilo zpět. Ljudevít se pokusil s Ludvíkem vyjednat ukončení konfliktu, ale Ludvík jeho návrhy neakceptoval a vyžadoval jeho bezpodmínečné podrobení. Ljudevít tedy ve vzpouře pokračoval a vyslal k sousedním slovanským kmenům poselstva s výzvou, aby se k jeho povstání také připojily. Povedlo se mu to v případě Timočanů, kteří se původně poddali Frankům, ale pak od nich odpadli k Ljudevítovi. Malá franská armáda se s Ljudevítem srazila v Karantánii a vytlačila ho z ní, přičemž mu způsobila nemalé ztráty.
Borna tehdy již s titulem knížete Dalmácie, který obdržel od císaře Ludvíka, se s Ljudevítem střetl v bitvě na Kupě. Hned na počátku srážky přeběhli Bornovi Gadčané k Ljudevítovi a sám Borna se zachránil útěkem jen s pomocí své osobní družiny. Ještě v průběhu bitvy padl na Bornově straně Ljudevítův vlastní tchán Drahomysl, který se k Bornovi připojil už na počátku Ljudevítova povstání. Borna si pak po návratu s pomocí své gardy Gadčany opět podrobil.
V prosinci 820 využil Ljudevít situaci po bitvě, vytáhl s velkou armádou na Bornovo vlastní území a pustošil ho. Oslabený Borna usoudil, že se Ljudevítovu vojsku nemůže postavit přímo, proto ukryl na svých hradech veškerý svůj majetek a podnikal se svou družinou proti Ljudevítovi drobnou, zato účinnou záškodnickou válku. Útoky nepřítele podnikanými na jeho vojsko z boku nebo zezadu a nastávající zimou oslabený Ljudevít byl donucen se z Bornova území stáhnout zpět, přičemž utrpěl značné ztráty. Přišel o 3 000 bojovníků a více než 300 koní, o čemž neopomněl Borna ihned informovat císaře Ludvíka zvláštním poselstvem.
V lednu 820 se na říšském sněmu konaném v Cáchách dohodlo, že k potlačení Ljudevítova povstání bude zorganizován současný útok tří armád ze tří různých směrů. Borna výpravě nabídl své zkušenosti nejdříve přes své vyslance, a pak i osobně. Tři vojska na Ljudevíta zaútočila někdy na jaře 820. První vojsko pod vedením italského krále Lothara táhlo z Itálie přes Alpy, druhé přes Korutany a třetí z Bavorska přes Horní Panonii. První a třetí proud se pohyboval pomalu, první kvůli účinnému odporu Ljudevítova vojska a třetí vinou delší pochodové trasy. Druhý proud postupující z Korutan se pohyboval rychle, ve třech srážkách za sebou porazil Ljudevítovu obranu a překročil řeku Drávu. Poté se franské kolony spojily a pustošily Ljudevítovo území. Sám Ljudevít se opevnil v jakémsi dobře chráněném hradu a odmítal s Franky jak bojovat, tak i vyjednávat. Franské vojsko neschopné hrad dobýt a také postihované nemocemi se rozhodlo vrátit zpět. Na zpáteční cestě si správce furlanské marky Balderich, který rok předtím nahradil Kadolaha, alespoň podrobil Karniolce a Korutance, kteří dříve odpadli od Franků k Ljudevítovi.
Protože Ljudevít stále nebyl definitivně poražen, naplánoval opět císař Ludvík na říšském sněmu v Cáchách v únoru 821 další kampaň vedenou třemi vojsky, která by drancovala hlavně území Ljudevítových spojenců, a tím je donutila k odpadnutí. Někdy v této době Borna, který od císaře obdržel titul knížete Dalmácie a Liburnie, zemřel a po něm nastoupil „na žádost lidu a se souhlasem císaře“ jeho synovec Vladislav. Území Ljudevíta i jeho spojenců byla vydrancována a franská vojska se vrátila v říjnu 821 zpět do říše.

## Historiografie
Na Bornovu kmenovou příslušnost a jeho vládnoucí titul existuje v historiografii několik odlišných názorů. Andrija Kačić Miošić ho v roce 1801 nazýval „dalmatským“ (kragl Dalmatinski) a později „slovanským králem“ (kragl Slovinskii). August Dimitz ho označoval za „knížete dalmatských Slovanů“. Vjekoslav Klaić ho v roce 1886 nazýval „knížetem Bílých Chorvatů“, což později změnil na „knížete dalmatských Chorvatů“. Ferdo Šišić ho v roce 1920 považoval za „dalmatsko-chorvatského knížete“. Alexis Vlasto ho zmínil jako „vládce Dalmatského Chorvatska“ a domníval se o něm, že byl alespoň formálně křesťanem. Trpimir Macan o něm v roce 1971 psal jako o „vládci jihochorvatského knížectví“, Ivo Perić v roce 1997 o „chorvatskodalmatském knížeti“. Podobně i chorvatský historik Neven Budak ho zmiňoval jako prvního známého chorvatského knížete. Relja Novaković v roce 1973 odmítl názor, že byl Borna knížetem v Dalmatském Chorvatsku, protože ho tak žádný současný franský pramen neoznačuje. Podle něj mohl být Borna pouze vládcem oblasti, která byla v té době pod přímou franskou nadvládou, a navíc jen té, které se týkalo povstání proti franské nadvládě, tedy pouze na západ od řeky Uny. Je možné, že Borna byl knížetem kmenového území, které ještě na počátku 9. století nebylo součástí Chorvatska, a Chorvatsko nebylo vůbec zahrnuto do událostí Ljudevitova povstání. Válka s Ljudevítem se odehrávala pouze v oblasti pod franskou nadvládou, zatímco Dalmatského Chorvatska se tyto události netýkaly, protože v té době bylo pod svrchovanou vládou Byzance. Marko Atlagić a Branislav Milutinović považovali Bornu za vládce dalmatských Slovanů.
Podle jiných názorů vyplývá, že poté, co Timočané neobdrželi od Franků pomoc, se jedna jejich část usadila ve Slavonii a je tedy možné, že Borna přesídlil s ní. Svetislav Prvanović v roce 1962 považoval Bornu za knížete panujícího na území mezi řekou Timok a Kučevem, který založil první stát Chorvatů, zatímco Miloš Milojević v roce 1872 za franského vazala v Přímořském Chorvatsku, který ovládal tři kraje v okolí Timoku. Prvanović tvrdil, že Franjo Rački špatně interpretoval příslušnou pasáž franských královských letopisů, že Borna byl ve skutečnosti zároveň knížetem Gadčanů a Timočanů, tím, že Racki kladl za jméno Gadčanů čárku na základě ztotožnění jejich sídel kolem řeky Gacky v Lice a předpokladu, že oba kmeny kvůli vzájemné geografické vzdálenosti nemohly mít bližší kontakt a ani společného knížete. Prvanović nebyl první, kdo kladl sídla Gadčanů k Timoku; již v 19. století je Pavel Josef Šafařík a Vladimir Karić umisťovali do okolí Timoku a Dunaje.
John Van Antwerp Fine v letech 1983 a 1991 nejprve nazýval Bornu vládcem „dalmatských Chorvátů“, který asi po roce 810 nastoupil po Višeslavovi, a který „sídlil v Ninu, nejspíše ovládal většinu Chorvatů v severní Dalmácii a byl také franským vazalem“. Později ho v roce 2010 zmiňoval již jen jako slovanského knížete a poznamenal, že Frankové nepoužívali pojmenování Chorvaté, což naznačuje, že ti, které historikové obvykle označují Chorvaty, se tak sami nenazývali. Bernhard Walter Scholz v roce 1970 vycházel z původní titulatury, kterou našel v primárním zdroji, a v rejstříku použil výraz „kníže Dalmácie“. Rosamond McKittericková v roce 1983 Bornu nazvala „vojevůdcem dalmatských Chorvatů“, Charles Bowlus ho v roce 1995 považoval za „knížete slovanských Gadčanů a Timočanů“ a za „dalmatského panovníka“. Florin Curta o něm v roce 2006 uvažoval jako o vládci Gadčanů, slovanského kmene v okolí řeky Gacka v současném Chorvatsku, Garipzanov, Geary a Urbańczyk ho v roce 2008 označili za „knížete Dalmácie a Liburnie“.

### Identifikace s jinými vládci
Německý historik Josef Markwart ve své studii Osteuropäische und ostasiatische Streifzüge z roku 1903 spojil Bornu s Porgou (nebo také Porinem), legendárním vojevůdcem kmene Chorvatů, o němž se vyskytují dvé zmínky v díle byzantského císaře Konstantina Porfyrogenneta De administrando imperio. Karl Krumbacher byl toho názoru, že Porinos byl totožný s Bornou ale již ne s Porgou. Nicméně, již na pouhém základě chronologie příchodu a křtu Chorvatů v 7. století a také neslovanského původu osobních jmen prvních chorvatských panovníků v 7. století nemohl být Porga totožný s Bornou nebo s chorvatským knížetem Branimírem (vládl 879–892), s nímž se jej někteří historikové snažili ztotožnit.